# Nomad (film)
Nomad (ros. Кочевник, kaz. Көшпенділер) – kazachsko-francusko-amerykański film historyczny z 2005 roku w reżyserii Siergieja Bodrowa starszego i Ivana Passera.
Film trafił do sal kinowych w Kazachstanie 17 lipca 2005, w Stanach Zjednoczonych 16 marca 2007, dystrybucja The Weinstein Company. Obraz kręcono w dwóch wersjach językowych: kazachskiej przez Talgatę Temenova oraz angielskiej przez Siergieja Bodrowa i Ivana Passera.
Rząd kazachski zainwestował w powstanie filmu 40 000 000 $, był to najdroższy kazachski film w historii. W 2007 Nomad był kandydatem do nagrody Złotego Globu za najlepszą muzykę filmową. W tym samym roku film otrzymał też nominację do nagrody World Stunt Awards dla Vladimira Orlova i Jimiego Vickersa za.

## Fabuła
Epicka opowieść rozgrywająca się w XVIII-wiecznym Kazachstanie. W filmie przedstawione zostały losy kazachskiego chana Abilmansura (1711-1781), który wsławił się obroną Turkiestanu przed inwazją ludów z Dżungarii. Wsparciem dla Mansura (Kuno Becker) staną się wierny przyjaciel Erali (Jay Hernández) i ukochana.

## Obsada
- Kuno Becker jako Mansur
- Jay Hernández jako Erali
- Jason Scott Lee jako Oraz
- Doskhan Zholzhaksynov jako Galdan Ceren
- Ayanat Ksenbai jako Gaukhar
- Mark Dacascos jako Szarisz
- Ashir Chokubayev
- Zhanas Iskakov
- Almaikhan Kenzhebekova
- Tungyshbai Dzhamankulov
- Erik Zholzhaksynov jako Barak
- Dilnaz Akhmadieva jako Hocha
- Termirkhan Tursingaliev
- Asylbolat Ismagulov
- Sabit Orazbaev